# Cot Glanggang Meura
Cot Glanggang Meura är en kulle i Indonesien.   Den ligger i provinsen Aceh, i den västra delen av landet, 1 800 km nordväst om huvudstaden Jakarta. Toppen på Cot Glanggang Meura är 192 meter över havet.
Terrängen runt Cot Glanggang Meura är kuperad åt sydost, men västerut är den platt. Havet är nära Cot Glanggang Meura norrut. Runt Cot Glanggang Meura är det tätbefolkat, med 257 invånare per kvadratkilometer. Närmaste större samhälle är Banda Aceh, 14,5 km sydväst om Cot Glanggang Meura. Omgivningarna runt Cot Glanggang Meura är en mosaik av jordbruksmark och naturlig växtlighet.